# Chiesa di Sant'Agostino in Rocca d'Elmici
La chiesa  di Sant'Agostino in Rocca d'Elmici è un'antica chiesa che sorge a pochi chilometri dal centro di Predappio, nella provincia di Forlì-Cesena.

## Storia e descrizione

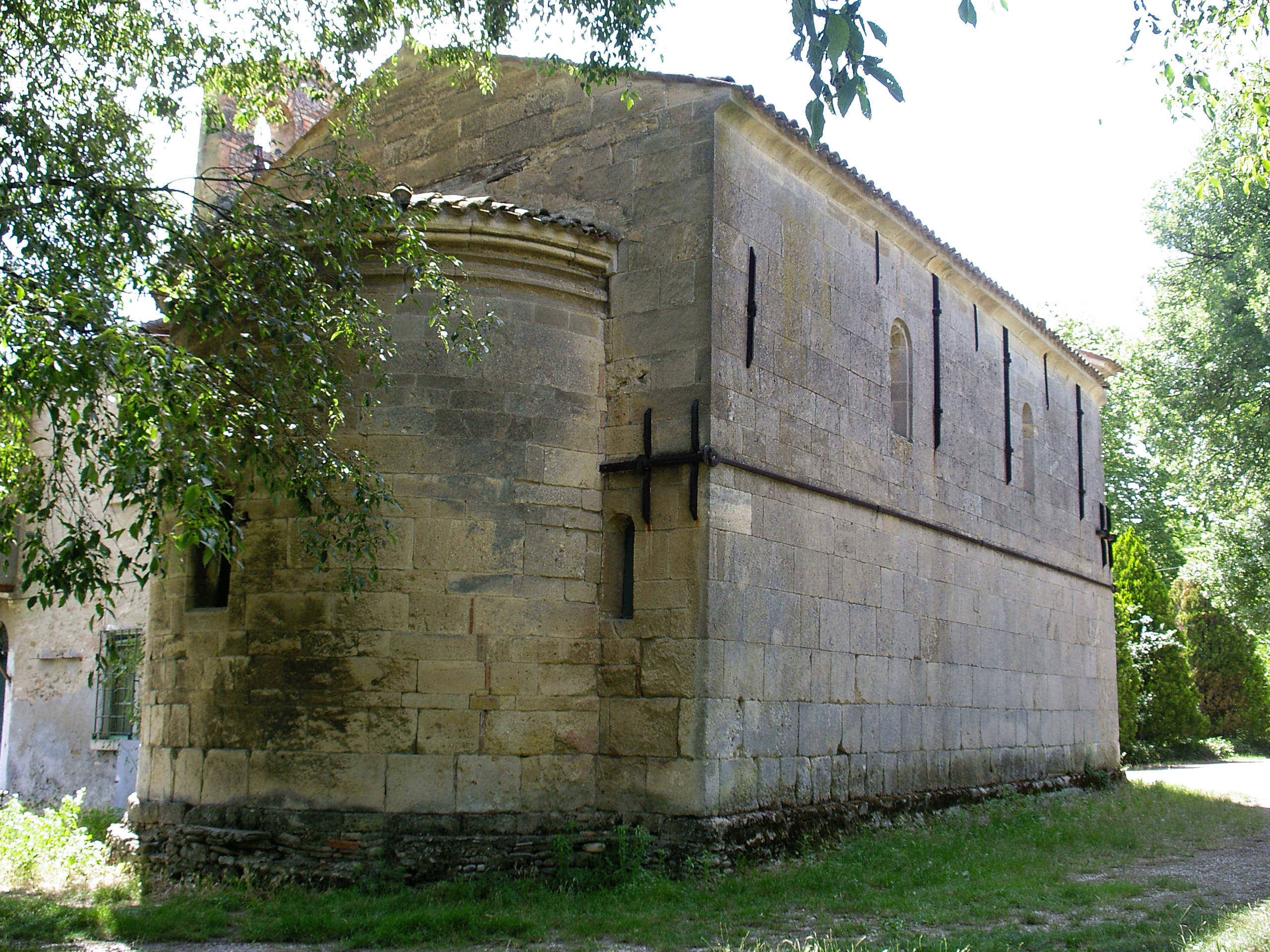
Abside della chiesa di Sant'Agostino in Rocca d'Elmici

Situata lungo la strada che congiunge Fiumana a Predappio, la Strada statale 9 ter del Rabbi, ha origini antiche, probabilmente anteriori all'anno mille.
È di stile romanico, il cui interno è scandito da una sola navata, costruita con grossi blocchi della pietra locale, chiamata spungone. L'abside è semicircolare e conserva, sebbene ampiamente rovinati dal tempo, alcuni affreschi tra cui quella che viene definita Danza degli scheletri, risalente al XVI secolo, un trionfo della Morte che doveva fungere da ammonizione per gli abitanti del luogo.
La chiesa è costruita in maniera semplice e lineare, sostanzialmente con pietra locale con piccoli innesti in arenaria. La facciata presenta unafinestra a forma di croce e il portale, semplice e disadorno, che però in passato doveva essere preceduto da un protiro.